# Glypta hoodiana
Glypta hoodiana är en stekelart som beskrevs av Dasch 1988. Glypta hoodiana ingår i släktet Glypta och familjen brokparasitsteklar. Inga underarter finns listade i Catalogue of Life.